# Placido di Gesù
Placido di Gesù, (in spagnolo: Plácido de Jesús), al secolo Plácido Camino Fernández (Laguna de Negrillos, 6 maggio 1890 – Alcázar de San Juan, 26 luglio 1936), è stato un presbitero spagnolo dell'Ordine della Santissima Trinità. Venne fucilato dai repubblicani durante la guerra civile spagnola e venne beatificato come martire da papa Francesco nel 2013.

## Biografia
Plácido Camino Fernández nacque nella cittadina di Laguna de Negrillos, provincia di León (Spagna), il 6 maggio 1890 da Miguel Camino e María Fernández. Entrato nel noviziato dei padri trinitari nel convento di Alcázar de San Juan, vi vestì l'abito il 27 settembre 1905. Fece la professione semplice il 20 ottobre 1906 nel convento di Alcázar e la professione solenne a Cordova il 7 novembre 1909. Conseguì il grado di dottore in Filosofia e Teologia nella Pontificia Università Gregoriana di Roma. Fu ordinato sacerdote l'8 aprile 1916. Finiti gli studi fu scelto per seguire la formazione degli studenti trinitari. Il suo ultimo incarico fu quello di direttore del collegio della comunità di Alcázar.
Placido di Gesù fu ucciso in odium fidei, a causa della sua fede, insieme ai suoi compagni: Ermenegildo dell'Assunta, Bonaventura di Santa Caterina, Antonio di Gesù e Maria, Francesco di San Lorenzo e Stefano di San Giuseppe.

## Culto
Placido di Gesù e i suoi compagni trinitari furono beatificati il 13 ottobre 2013, a Tarragona, dal cardinale Angelo Amato, prefetto della Congregazione per le Cause dei Santi, su mandato di papa Francesco, insieme a 522 martiri spagnoli, uccisi "in odium fidei" durante la guerra civile spagnola.
La Chiesa cattolica ha concesso la memoria liturgica dei martiri spagnoli del XX secolo il giorno 6 novembre. La chiesa della Santissima Trinità di Alcázar si conserva le spoglie mortali dei martiri trinitari e quelle del laico Álvaro Santos Cejudo.